# SpVgg Erkenschwick

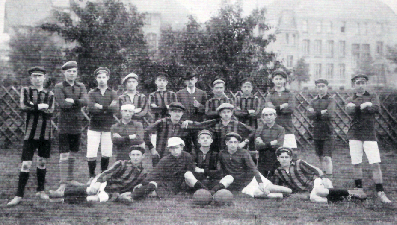
Team van 1916

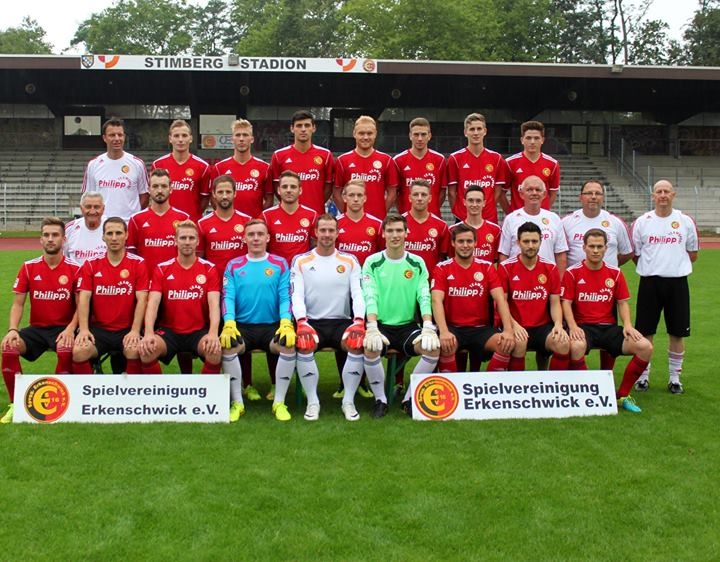
Team van 2014-2015

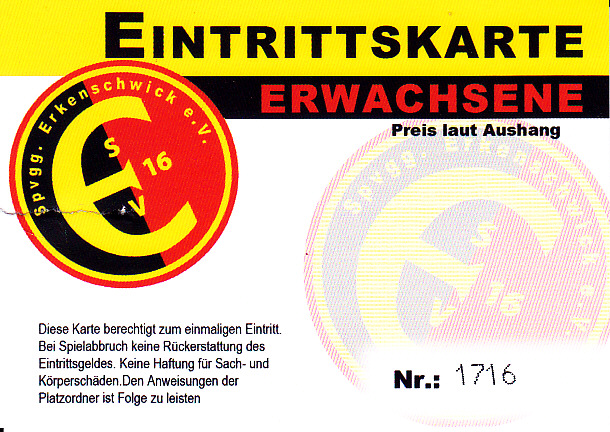
Toegangskaartje

SpVgg Erkenschwick is een Duitse voetbalclub uit Oer-Erkenschwick, Noordrijn-Westfalen.

## Geschiedenis
De club werd in 1916 opgericht als Sportverein Erkenschwick maar speelde tijdens de Eerste Wereldoorlog nog niet in een officiële competitie. In 1918 werd de naam Sportfreunde Erkenschwick aangenomen. In 1921 sloot de voetbalafdeling van TV 1909 Erkenschwick zich bij de club aan maar splitste zich een jaar later weer af.
In 1943 promoveerde de club naar de Gauliga Westfalen, een van de vele hoogste divisies in die tijd. De beste plaats was de vierde. De club speelde na de Tweede Wereldoorlog in de Oberliga West tot 1953. Hierna speelde de club in de 2. Liga West tot 1962 met uitzondering van seizoen 57/58 dat in de derde klasse werd doorgebracht. In 1969 haalde de club de finale om het Duitse amateurkampioenschap, maar verloor die van SC Jülich 1910. Erkenschwick dwong wel promotie af naar de Regionalliga West, de tweede klasse, en speelde daar tot 1974. Daarna werd de 2. Bundesliga ingevoerd als tweede niveau in West-Duitsland en na hier twee seizoenen te spelen degradeerde de club. In 1980/81 speelde de club nog één seizoen op het tweede niveau.
Vanaf 1999 speelde de club in de vierde klasse en vanaf 2000 tot 2004 zelfs in de vijfde klasse. Door een degradatie in 2008 en de invoering van de 3. Liga speelde de club zelfs in de zesde klasse. In 2010 promoveerde de club naar de NRW-Liga, maar moest na één seizoen weer terug naar de Westfalenliga. In 2012 promoveerde de club naar de Oberliga Niederrhein, nadat de NRW-Liga opgesplitst werd. De club deed het enkele jaren goed en werd in 2016 zelfs nog vicekampioen, maar het jaar erop degradeerde de club.

## Eindklasseringen vanaf 1964
| Seizoen | Competitie                     | Niveau | Eindstand | DFB Pokal | Opmerking |
| ------- | ------------------------------ | ------ | --------- | --------- | --- |
| 1963/64 | Verbandsliga Westfalen Nordost | III    | 13        | --        | 1e in degradatieserie met 6 clubs |
| 1964/65 | Verbandsliga Westfalen Nordost | III    | 1         | --        | play-off kampioenschap Westfalen > VfL Bochum: 1-4 uit, 3-2 thuis, 1-1 n.v. (k); Halve finale Duits amateurvoetbalkampioenschap: SV Wehen Wiesbaden: 1-1/1-2                                          |
| 1965/66 | Verbandsliga Westfalen Nordost | III    | 2         | --        | play-off evt. promotie > RSV Meinerzhagen: 2-0; 8e finale Duits amateurkampioenschap > SC Viktoria Sulzbach: 1-2 uit/1-0 n.v. thuis (k)                                                               |
| 1966/67 | Verbandsliga Westfalen Nordost | III    | 1         | 8e finale | < FC Bayern München: 1-3; play-off 1e plaats staffel Nordost > SpVgg Herten: 2-0; play-off kampioenschap Westfalen > Lüner SV: 0-0 ; 4e in promotieserie met Lüner SV, VfB Bottrop en SC Fortuna Köln |
| 1967/68 | Verbandsliga Westfalen Nordost | III    | 1         | --        | play-off kampioenschap Westfalen > VfL Schwerte: 2-1; 4e in promotieserie met Eintracht Duisburg, Bonner SC en SSV Hagen                                                                              |
| 1968/69 | Verbandsliga Westfalen Nordost | III    | 2         | --        | promotie play-off > SSV Hagen: 2-1 n.v.; play-off deelname Duits amateurkampioenschap (DAK) > STV Horst-Emscher: 2-1; Finalist DAK > SC Jülich 1910: 1-2                                              |
| 1969/70 | Regionalliga West              | II     | 15        | --        | |
| 1970/71 | Regionalliga West              | II     | 15        | --        | |
| 1971/72 | Regionalliga West              | II     | 6         | --        | |
| 1972/73 | Regionalliga West              | II     | 10        | --        | 3e in groep 4 DFB-Ligapokal |
| 1973/74 | Regionalliga West              | II     | 11        | --        | |
| 1974/75 | 2. Bundesliga-Nord             | II     | 16        | 1e ronde  | < Alemannia Aachen: 0-1 |
| 1975/76 | 2. Bundesliga-Nord             | II     | 18        | 1e ronde  | < VfL Bochum: 2-3 |
| 1976/77 | Verbandsliga Westfalen Südwest | III    | 5         | 1e ronde  | < FC 08 Homburg: 1-2 uit |
| 1977/78 | Verbandsliga Westfalen Südwest | III    | 2         | --        | |
| 1978/79 | Oberliga Westfalen             | III    | 2         | --        | invoering Oberliga |
| 1979/80 | Oberliga Westfalen             | III    | 1         | 1e ronde  | < BV Lüttringhausen: 2-3 uit |
| 1980/81 | 2. Bundesliga-Nord             | II     | 21        | 1e ronde  | < Arminia Hannover: 1-2 uit |
| 1981/82 | Oberliga Westfalen             | III    | 3         | 1e ronde  | < Bayer 04 Leverkusen: 0-3 |
| 1982/83 | Oberliga Westfalen             | III    | 10        | --        | |
| 1983/84 | Oberliga Westfalen             | III    | 7         | --        | |
| 1984/85 | Oberliga Westfalen             | III    | 10        | --        | |
| 1985/86 | Oberliga Westfalen             | III    | 7         | --        | |
| 1986/87 | Oberliga Westfalen             | III    | 1         | --        | 4e in promotieserie met BVL 08 Remscheid, SV Meppen, Hertha BSC en Arminia Hannover; winnaar Westfalenpokal > SC Preußen Münster 2-1                                                                  |
| 1987/88 | Oberliga Westfalen             | III    | 5         | 1e ronde  | < SC Concordia Hamburg: 0-3 n.v. uit |
| 1988/89 | Oberliga Westfalen             | III    | 11        | --        | |
| 1989/90 | Oberliga Westfalen             | III    | 11        | --        | |
| 1990/91 | Oberliga Westfalen             | III    | 10        | --        | |
| 1991/92 | Oberliga Westfalen             | III    | 6         | --        | |
| 1992/93 | Oberliga Westfalen             | III    | 7         | --        | winnaar Westfalenpokal > Rot-Weiß Lüdenscheid: 3-1 |
| 1993/94 | Oberliga Westfalen             | III    | 4         | 1e ronde  | < Borussia Mönchengladbach: 0-2; gekwalificeerd voor nieuwe Regionalliga |
| 1994/95 | Regionalliga West/Südwest      | III    | 11        | --        | finalist Westfalenpokal > SpVg Beckum: 0-0 (2-4 n.s.) |
| 1995/96 | Regionalliga West/Südwest      | III    | 11        | --        | finalist Westfalenpokal > TuS Paderborn-Neuhaus: 1-4 |
| 1996/97 | Regionalliga West/Südwest      | III    | 13        | --        | |
| 1997/98 | Regionalliga West/Südwest      | III    | 15        | --        | |
| 1998/99 | Regionalliga West/Südwest      | III    | 16        | --        | |
| 1999/00 | Oberliga Westfalen             | IV     | 15        | --        | |
| 2000/01 | Verbandsliga Westfalen Südwest | V      | 2         | --        | |
| 2001/02 | Verbandsliga Westfalen Südwest | V      | 5         | --        | |
| 2002/03 | Verbandsliga Westfalen-2       | V      | 6         | --        | |
| 2003/04 | Verbandsliga Westfalen-2       | V      | 1         | --        | |
| 2004/05 | Oberliga Westfalen             | IV     | 12        | --        | |
| 2005/06 | Oberliga Westfalen             | IV     | 15        | --        | |
| 2006/07 | Oberliga Westfalen             | IV     | 12        | --        | |
| 2007/08 | Oberliga Westfalen             | IV     | 12        | --        | verplichte degradatie i.v.m. aanvraag faillissement |
| 2008/09 | Westfalenliga-1                | VI     | 12        | --        | invoering 3. Liga |
| 2009/10 | Westfalenliga-2                | VI     | 1         | --        | |
| 2010/11 | NRW-Liga                       | V      | 17        | --        | |
| 2011/12 | Westfalenliga-2                | VI     | 2         | --        | |
| 2012/13 | Oberliga Westfalen             | V      | 5         | --        | |
| 2013/14 | Oberliga Westfalen             | V      | 3         | --        | |
| 2014/15 | Oberliga Westfalen             | V      | 6         | --        | |
| 2015/16 | Oberliga Westfalen             | V      | 2         | --        | geen licentie aangevraagd voor Regionalliga |
| 2016/17 | Oberliga Westfalen             | V      | 18        | --        | |
| 2017/18 | Westfalenliga-2                | VI     | 4         | --        | |
| 2018/19 | Westfalenliga-2                | VI     | 5         | --        | |
| 2019/20 | Westfalenliga-2                | VI     | 8         | --        | competitie afgebroken i.v.m. coronapandemie |
| 2020/21 | Westfalenliga-2                | VI     | --        | --        | competitie afgebroken i.v.m. coronapandemie, geen eindstand |
| 2021/22 | Westfalenliga-2                | VI     | 8         | --        | Ligatopscorer: Stefan Oerterer (26) |
| 2022/23 | Westfalenliga-2                | VI     | 1         | --        | Ligatopscorer: Stefan Oerterer (28); Finalist Westfalenpokal > FC Gütersloh: 0-0 (3-4 n.s.) |
| 2023/24 | Oberliga Westfalen             | V      | 4         | --        | |
| 2024/25 | Oberliga Westfalen             | V      | 17        | --        | |
| 2025/26 | Oberliga Westfalen             | V      | .         | --        | |